# Dick Anderson
Richard Paul „Dick“ Anderson (* 10. Februar 1946 in Midland, Michigan) ist ein ehemaliger US-amerikanischer American-Football-Spieler. Er spielte als Safety  in der National Football League (NFL) bei den Miami Dolphins.

## Spielerlaufbahn

### Collegekarriere
Dick Anderson besuchte in Boulder, Colorado, die High School. Von 1965 bis 1967 studierte er an der University of Colorado und spielte dort College Football für die Colorado Buffaloes auf der Position eines Safeties. Während seiner drei Spielzeiten konnte er zwei Universitätsrekorde brechen. Ihm gelangen 14 Interceptions und 123 Tackles. Im Jahr 1967 erfolgte die Wahl zum All American. In diesem Jahr konnte er mit seiner Mannschaft auch den Bluebonnet Bowl gegen die University of Miami mit 31:21 gewinnen. Im Jahr 1989 wurde er zusammen mit seinem Bruder Bobby Anderson in das University of Colorado All Century Team gewählt.

### Profikarriere
Richard Anderson wurde 1968 in der dritten Runde im NFL Draft von den Miami Dolphins als 73. Spieler ausgewählt. Bereits in seinem Rookie-Spieljahr wurde er von seinem Trainer George Wilson als Starter auf der Safety-Position eingesetzt. In seinem ersten Spieljahr gelangen ihm acht Interceptions, mit denen er einen Raumgewinn von 230 Yards erzielte. Dieser Wert stellte den Jahresbestwert in der American Football League (AFL) dar. Im Jahr 1970 übernahm Don Shula das Traineramt bei den Dolphins. In den nächsten Jahren sollte die Mannschaft aus Miami um Quarterback Bob Griese und Runningback Larry Csonka die American Football Conference (AFC) mitbestimmen. Anderson wurde neben seinem Safety Partner Jake Scott zu einem wichtigen Bestandteil der Defense der Mannschaft, die mit Spielern wie dem Linebacker Nick Buoniconti als No Name Defense (Verteidigung der Namenlosen) in die Geschichte der NFL eingehen sollte.
Während die Dolphins im Jahr 1970 noch in den Play-offs vorzeitig scheiterten, konnten sie im folgenden Jahr mit einem 27:24-Sieg über die Kansas City Chiefs in das AFC Championship Game gegen die Baltimore Colts einziehen. An dem 21:0-Sieg seiner Mannschaft hatte Anderson maßgeblichen Anteil. Ihm gelang es im dritten Spielviertel einen von Quarterback Johnny Unitas geworfenen Pass abzufangen und den Spielball über eine Distanz von 62 Yards in die gegnerische Endzone zum zwischenzeitlichen Spielstand von 14:0 zurück zu tragen. Im folgenden Super Bowl scheiterten die Dolphins dann aber an den von Tom Landry trainierten Dallas Cowboys mit 24:3.
1972 gelang Anderson der Gewinn seines zweiten AFC Titels. Im Divisional-Play-off-Spiel gegen die Cleveland Browns konnte er beim 15:0-Sieg seiner Mannschaft zwei Pässe des gegnerischen Quarterbacks abfangen. Durch einen 21:17-Sieg im folgenden AFC Championship Game über die Pittsburgh Steelers gelang den Dolphins der Einzug in den Super Bowl VII, wo sie auf die Washington Redskins trafen, die mit 14:7 unterlagen.
Das Jahr 1973 wurde das erfolgreichste Jahr für Dick Anderson. Zunächst konnte er mit seiner Mannschaft erneut in die Play-offs einziehen. Beim 34:16-Sieg seiner Dolphins über die Cincinnati Bengals fing er einen Pass von Quarterback Ken Anderson ab. Mit einem 27:10-Sieg, über die von John Madden betreuten Oakland Raiders, zog die Mannschaft aus Florida in den Super Bowl VIII ein, wo sich schließlich auch die Minnesota Vikings mit 24:7 geschlagen geben mussten. Aufgrund seiner sportlichen Leistungen wurde Anderson im selben Spieljahr zum NFL Defensive Player of the Year gewählt. Er hatte in der Regular Season acht Interceptions und zwei Touchdowns erzielt. Beide Werte stellten die Ligajahresbestleistung dar.
Nach der Regular Season 1974 gelang es Anderson mit seinen Dolphins zum fünften Mal in Folge in die Play-offs einzuziehen. Die Saison endete allerdings mit einem 28:26-Sieg der Raiders, wobei auch eine Interception von Anderson gegen Ken Stabler die knappe Niederlage der Dolphins nicht verhindern konnte.
Die nächsten Spielrunden liefen für Richard Anderson nicht erfolgreich. Die Saison 1975 musste er aufgrund einer Verletzung komplett aussetzen. Während seines verletzungsbedingten Ausfalls nahm er das Amt des Vorsitzenden der National Football League Players Association (Gewerkschaft der NFL-Spieler) an. Das Amt übte er bis 1977 aus. In der Saison 1976 kam Anderson nur noch als Ersatzspieler zum Einsatz. Von seinen Verletzungen konnte er sich nicht mehr vollständig erholen. Er beendete daher nach der Saison 1977 seine Laufbahn.

## Nach der Spielerlaufbahn
Dick Anderson wurde nach seiner Spielerlaufbahn ein erfolgreicher Geschäftsmann. Er betrieb unter anderem ein Versicherungsbüro und ein Handelsunternehmen. Von 1979 bis 1982 saß er als Demokrat im Senat von Florida.

## Ehrungen
Dick Anderson spielte dreimal im Pro Bowl, wurde dreimal zum All Pro gewählt und ist Mitglied in der College Football Hall of Fame, in der Colorado Sports Hall of Fame, in der Florida Sports Hall of Fame und im NFL 1970s All-Decade Team. Die Miami Dolphins ehren ihn in der Miami Dolphins Honor Roll.

## Quelle
- Garo Yepremian, Skip Clayton, Garo Yepremian's Tales from the Miami Dolphins,  Sports Publishing LLC, 2002, ISBN 9781582615509

| Personendaten    | Personendaten                               |
| ---------------- | ------------------------------------------- |
| NAME             | Anderson, Dick                              |
| ALTERNATIVNAMEN  | Anderson, Richard Paul (vollständiger Name) |
| KURZBESCHREIBUNG | US-amerikanischer American-Football-Spieler |
| GEBURTSDATUM     | 10. Februar 1946                            |
| GEBURTSORT       | Midland, Michigan, Vereinigte Staaten       |